# Igoville
Igoville – miejscowość i gmina we Francji, w regionie Normandia, w departamencie Eure. Przez miejscowość przepływa Sekwana. 
Według danych na rok 1990 gminę zamieszkiwały 1312 osoby, a gęstość zaludnienia wynosiła 234 osoby/km² (wśród 1421 gmin Górnej Normandii Igoville plasuje się na 167 miejscu pod względem liczby ludności, natomiast pod względem powierzchni na miejscu 641).